# Albert Roussin
Albert Edmond Louis Roussin (* 2. August 1821 in Brest; † 28. September 1896 in Paris) war ein französischer Marineoffizier und Politiker der Dritten Republik.

## Leben
Der Sohn des französischen Admirals Albin Roussin trat im Oktober 1836 in die École navale ein und schloss sie im September 1838 als Aspirant 2. Klasse ab. Er diente dann auf der Néréide im Geschwader von Admiral Baudin in Mexiko und nahm 1938 an den Schlachten von San Juan de Ulúa und Veracruz teil.
Nach seinem Wechsel auf die Neptun in das Entwicklungsgeschwader (September 1838) war er im April 1840 auf der Comète in Konstantinopel und in der Levante tätig. Im November wurde er zum Aspiranten 1. Klasse ernannt und diente im April 1841 auf der Belle-Poule als Adjutant des Prinzen de Joinville, wo er in Holland, in der Nordsee, in Neufundland, in den Vereinigten Staaten und in Portugal im Einsatz war. Im Mai 1842 schiffte er sich auf der Danaé im Mittelmeer und später im Südatlantik und in Brasilien ein und wurde im November zum Enseigne de vaisseau befördert. Anschließend wurde er auf die Sirene (Juli 1843) zur Abteilung für die chinesischen Meere und dann auf den Dampfer Etna (September 1845) zur Station für Algerien und Tunesien versetzt.
Als Leutnant zur See (September 1846) diente er im Dezember auf der königlichen Yachtfregatte Gomer, dann im Mai 1847 auf der Iena im Evolutionsgeschwader und im Juli 1850 auf der Friedland. Als Adjutant seines Vaters (1852) befehligte er im Mai 1853 die Solon im Mittelmeergeschwader und nahm auf diesem Schiff am Krimkrieg teil. Im Juni 1854 und im Februar 1855 erhielt er zwei Belobigungen (témoignages de satisfaction) für die Niederschlagung von Unruhen auf dem Berg Athos, in Thessalien und Makedonien.
1854 wurde er Fregattenkapitän und 1855 nahm er als Stabschef von Admiral Pénauds Ostseegeschwader auf der Tourville an der Bombardierung von Suomenlinna teil. Im März 1857 befehligte er die Averne und die Station Bouches-du-Rhône, wo er zwei weitere Belobigungen erhielt. Er wurde 1859 zum Kapitän zur See befördert, war Mitglied des Conseil des travaux und des Hydrographischen Komitees und befehligte anschließend die Schiffe Montebello (1862), Solferino (1863) und Ville-de-Paris (1864) im Mittelmeergeschwader. Als Adjutant und Stabschef des Ministers Chasseloup-Laubat (August 1865) leitete er die Flottenbewegungen und militärischen Operationen und erhielt im November 1866 das Kommando über die Nordküstendivision auf der Daim.
Am 25. September 1870 – also nach dem Sturz Napoléons III. – wurde er Konteradmiral, danach Stabschef des Ministers Fourichon (Dezember 1870 bis Februar 1871). Er befehligte er im August 1872 die Marinedivision des Pazifiks auf der Atalante und erhielt 1874 zwei Belobigungen. Im Januar 1877 wurde er zum Unterstaatssekretär im Kabinett Simon ernannt. Im September 1877 wurde er zum Vizeadmiral befördert und am 23. November im Kabinett Rochebouët zum Minister für die Marine und die Kolonien ernannt, ein Amt, das er bis zum 13. Dezember 1877 innehatte. Als Seepräfekt von Cherbourg, Mitglied des Admiralitätsrats (März 1879), Präsident des Conseil des travaux (Oktober 1879), Mitglied des Verteidigungskomitees und der obersten Artillerie- und Geniekommissionen ging er im August 1886 in den Ruhestand und kandidierte im Januar 1887 erfolglos bei den Senatswahlen im Département Manche.
Er wurde auf dem Friedhof Père-Lachaise (45. Division) beigesetzt.
Albert Roussin wurde zum Großoffizier der Ehrenlegion ernannt.